# Geco
GECO, a.s. je česká společnost provozující síť maloobchodních prodejen GECO tabák-tisk a velkoobchod tabákovými výrobky. Patří mezi největší české firmy podle tržeb. Její historie sahá do dubna 1991, kdy Petr Poláček, Martin Ulčák, Marcel Čižmář (Marcel Belhocine), Miroslav Raška a Karel Křivan založili společnost GECO spol. s r.o. Ta byla 30. června 1995 transformována na akciovou společnost.